# Discografia di McCoy Tyner
Questa pagina contiene la discografia ragionata di McCoy Tyner: contiene sia album pubblicati con il suo nome sia partecipazioni ad altri progetti.

## Album
Da leader
- 1962 – Inception (Impulse! Records, A/AS-18)
- 1963 – Reaching Fourth (Impulse! Records, A/AS-33)
- 1963 – Nights of Ballads & Blues (Impulse! Records, A/AS-39)
- 1964 – Live at Newport (Impulse! Records, A/AS-48)
- 1964 – Today and Tomorrow (Impulse! Records, A/AS-63)
- 1965 – McCoy Tyner Plays Ellington (Impulse! Records, A/AS-79)
- 1967 – The Real McCoy (Blue Note Records, BLP-4264/BST-84264)
- 1968 – Tender Moments (Blue Note Records, BST-84275)
- 1969 – Time for Tyner (Blue Note Records, BST-84307)
- 1970 – Expansions (Blue Note Records, BST-84338)
- 1972 – Sahara (Milestone Records, MSP 9039)
- 1973 – Extensions (Blue Note Records, BN-LA006-F)
- 1973 – Song for My Lady (Milestone Records, MSP 9044)
- 1973 – Song of the New World (Milestone Records, MSP 9049)
- 1973 – Enlightenment (Milestone Records, M 55001)
- 1974 – Asante (Blue Note Records, BN-LA223-G)
- 1974 – Echoes of a Friend (Milestone Records, MSP 9055)
- 1974 – Sama Layuca (Milestone Records, MSP 9056)
- 1975 – Atlantis (Milestone Records, M 55002)
- 1975 – Trident (Milestone Records, MSP 9063)
- 1976 – Fly with the Wind (Milestone Records, MSP 9067)
- 1976 – Focal Point (Milestone Records, MSP 9072)
- 1977 – Supertrios (Milestone Records, M 55003)
- 1977 – Inner Voices (Milestone Records, MSP 9079)
- 1978 – The Greeting (Milestone Records, M 9085) Live
- 1979 – Together (Milestone Records, M 9087)
- 1979 – Passion Dance (Milestone Records, M 9091)
- 1980 – Horizon (Milestone Records, M 9094)
- 1980 – Quartets 4 X 4 (Milestone Records, M-55007)
- 1981 – 13th House (Milestone Records, MSP 9102)
- 1981 – La leyenda de la hora (The Legend of the Hour) (Columbia Records, FC 37375)
- 1982 – Looking Out (Columbia Records, FC 38053)
- 1982 – Love & Peace (Trio Records, PAP-25023) a nome Elvin Jones = McCoy Tyner Quintet
- 1984 – Dimensions (Elektra Musician Records, 60350-1-E)
- 1985 – Just Feelin' (Palo Alto Jazz Records, PA 8083)
- 1985 – It's About Time (Blue Note Records, BT 85102)
- 1986 – Double Trios (Denon Records, YF-7122-ND)
- 1987 – Bon Voyage (Timeless Records, SJP 260)
- 1988 – Blues for Coltrane: A Tribute to John Coltrane (Impulse! Records, MCA-42122)
- 1988 – Major Changes (Contemporary Records, C 14039)
- 1988 – Live at the Musicians Exchange Cafe (Who's Who in Jazz Records, D2-72208)
- 1989 – Revelations (Blue Note Records, B1-91651) Live?
- 1989 – Uptown/Downtown (Milestone Records, M 9167)
- 1989 – Live at Sweet Basil (King Records, KICJ-1)
- 1990 – Things Ain't What They Used to Be (Blue Note Records, B1-93598)
- 1990 – One on One (Milestone Records, M 9181)
- 1991 – Blue Bossa (LRC Ltd. Records, CDC 9033)
- 1991 – Soliloquy (Blue Note Records, CDP 7 96429 2) (Live)
- 1991 – New York Reunion (Chesky Records, JD51)
- 1991 – Remembering John (Enja Records, 6080 2)
- 1991 – 44th Street Suite (Red Baron Records, AK 48630)
- 1991 – Key of Soul (Absord Records, ABCJ-276)
- 1992 – In New York (Dreyfus Records, 7 64911 65552)
- 1992 – The Turning Point (Birdlogy Records, 314 513 573-2)
- 1993 – Solar: Live at Sweet Basil (Sweet Basil Records, 7311-2)
- 1993 – Journey (Birdlogy Records, 314 519 941-2)
- 1994 – Manhattan Moods (Blue Note Records, 7243 8 28423 2)
- 1995 – Live in Warsaw (Who's Who in Jazz Records, CD-21043)
- 1995 – Prelude and Sonata (Milestone Records, MCD 9244-2)
- 1995 – Infinity (Impulse! Records, IMPD-171)
- 1997 – Autumn Mood (Laserlight Records, 17 121)
- 1997 – What the World Needs Now (Impulse! Records, IMPD-197)
- 1999 – McCoy Tyner and the Latin All-Stars (Telarc Records, CD-83462)
- 2000 – McCoy Tyner with Staley Clarke and Al Foster (Telarc Records, CD-83488)
- 2001 – Plays John Coltrane: Live at the Village Vanguard (Impulse! Records, 314 589 183-2)
- 2003 – Land of Giants (Telarc Records, CD-83576)
- 2004 – Illuminations (Telarc Records, CD-83599)
- 2004 – Counterpoints: Live in Tokyo (Milestone Records, MCD 9339-2)
- 2007 – Quartet (Half Note Records, HN 4533)
- 2008 – Guitars (Half Note Records, HN 4537)
- 2009 – McCoy Tyner Solo: Live from San Francisco (Half Note Records, HN 4541)

### Raccolte
- Afro Blue (2007)
- The Best of McCoy Tyner Big Band
- The Best of McCoy Tyner

### Partecipazioni
con Curtis Fuller:
- Imagination (1959)
- Images of Curtis Fuller (1960)

con Art Farmer e Benny Golson:
- Meet the Jazztet (1960)

con Freddie Hubbard:
- Open Sesame (1960)
- Goin' Up (1960)
- Ready for Freddie (1961)
- Blue Spirits (1964)

con Julian Priester:
- Spiritsville (1960)

con John Coltrane:
- Like Sonny (1960)
- Coltrane Jazz (solo 1 traccia) (febbraio 1961)
- My Favorite Things (marzo 1961)
- Olé Coltrane (febbraio 1962)
- Coltrane Plays the Blues (luglio 1962)
- Coltrane's Sound (giugno 1964)
- The Coltrane Legacy (aprile 1970)
- Africa/Brass (1961)
- Ballads (pubblicato nel 1962)
- „Live“ at the Village Vanguard (1961)
- Coltrane (1962)
- John Coltrane and Johnny Hartman (1963)
- Impressions (1963)
- Coltrane Live at Birdland (1963)
- Crescent (1964)
- A Love Supreme (1964)
- To the Beat of a Different Drum (1965)
- The John Coltrane Quartet Plays (1965)
- Ascension (1965)
- New Thing at Newport (1965)
- Kulu Sé Mama (1965)
- Meditations (1965)
- Om (1965)
- Gleanings (1965)
- Transition (1970)
- Sun Ship (1971)
- First Meditations (for quartet) (1977)
- Living Space (1998)

con Joe Henderson:
- Page One (1963)
- In 'N Out (1964)
- Inner Urge (1964)

con Art Blakey:
- A Jazz Message (1964)

con Wayne Shorter:
- Night Dreamer (1964)
- JuJu (1964)
- The Soothsayer (1965)

con Grant Green:
- Matador (1964)
- Solid (1964)

con J. J. Johnson
- Proof Positive (1964) (solo in 1 traccia)

con Lee Morgan:
- Tom Cat (1964)
- Delightfulee (1966)

con Stanley Turrentine
- Mr. Natural (1964)
- Rough 'n' Tumble (1966)
- Easy Walker (1966)
- The Spoiler (1966)

con Milt Jackson:
- In A New Setting (1964)
- Spanish Fly (1964)

con Hank Mobley:
- A Caddy for Daddy (1965)
- A Slice of the Top (1966)
- Straight No Filter (1966)

con Sonny Stitt
- Loose Walk (1966)

con Donald Byrd:
- Mustang! (1966)

con Bobby Hutcherson:
- Stick-Up! (1966)
- Solo / Quartet (1982)

con Lou Donaldson:
- Lush Life (1967)

con Blue Mitchell:
- Heads Up (1968)

con Sonny Rollins, Ron Carter, e Al Foster:
- Milestone Jazzstars in Concert (1978)

con John Blake, Jr.:
- Maiden Dance (1983)

con Woody Shaw, Jackie McLean, Cecil McBee, e Jack DeJohnette
- One Night with Blue Note Preserved Volume Two (1985)

con George Benson:
- Tenderly (1989)

con Avery Sharpe
- Unspoken Words (1989)

con David Murray:
- Special Quartet (1990)
- Bill Evans: A Tribute, 1982, Palo Alto Records